# Une vie après
 (mars 2019).
Si vous disposez d'ouvrages ou d'articles de référence ou si vous connaissez des sites web de qualité traitant du thème abordé ici, merci de compléter l'article en donnant les références utiles à sa vérifiabilité et en les liant à la section « Notes et références ».
Pour plus de détails, voir Fiche technique et Distribution.
Une vie après est un téléfilm français réalisé par Jean-Marc Brondolo et diffusé pour la première fois sur Arte le 29 mars 2019.

## Synopsis
C'est l'histoire de deux couples qui battent de l'aile et traînent leur désenchantement : leur amour a subi l'usure du temps. Marion pensait avoir rencontré l'homme de sa vie après un accident ayant mis fin à sa carrière d'escrimeuse et a un petit garçon. Elle s'ennuie, s'est lassée, demande le divorce et cherche un job pour retrouver une autonomie financière et pouvoir obtenir la garde alternée.
Dominique, restaurateur à succès, a rencontré Marion par hasard dans une boîte de nuit; un peu pompette elle lui a confié qu'elle allait quitter son mari. Cette rencontre et cette phrase "hantent" Dominique qui passe davantage de temps dans son restaurant qu'auprès de sa femme et ses deux grands enfants. Le hasard fait qu'il va pouvoir proposer un travail à Marion. L'énergie, le charme, la sensibilité de la jeune femme vont lui donner le courage d'affronter la vérité de son couple et de partir.

## Fiche technique
- Scénario : Jean-Marc Brondolo, Emmanuel Mauro et Pierre Javaux
- Producteur : Pierre Javaux
- Musique : Bruno Linck
- Directeur de la photographie : Marc Falchier
- Montage : Caroline Descamps
- Décors : Patrick Colpaert
- Son : Mathias Leone
- Genre : drame
- Pays :  France
- Durée : 96 minutes
- Date de diffusion : 29 mars 2019 sur Arte

## Distribution
Sauf indication contraire, les informations mentionnées dans cette section peuvent être confirmées par la base de données cinématographiques IMDb,  présente dans la section « Liens externes ».
- Émilie Dequenne : Marion Lemesle
- Frédéric Pierrot : Dominique
- Marilyne Canto : Sophie, la femme de Dominique
- Laurent Bateau : Lucas Lemesle, le mari de Marion
- François Loriquet : Gabriel, l'ami du couple Dominique et Sophie
- Wim Willaert : Jan, le voisin de Marion, ami de Dominique
- Daniel Berlioux : Jean
- Franck Desmaroux : Jacky
- Florence Huige : Madame Gaillard
- Carine Bouquillon : Maître Delpech
- Saverio Maligno : Le Médecin
- Rémy Gence : Le serveur
- Pierre Javaux : Tobias

## Distinctions

### Récompenses
- Festival de la fiction TV de La Rochelle 2018[1] :
  - Prix de la meilleure interprétation masculine pour Frédéric Pierrot
  - Prix du meilleur scénario pour Jean-Marc Brondolo, Emmanuel Mauro et Pierre Javaux